# Gotytom Gebreslase
Gotytom Gebreslase (* 15. Januar 1995) ist eine äthiopische Langstreckenläuferin. Sie gewann das Rennen der Frauen beim Berlin-Marathon 2021. 2022 siegte sie bei den Leichtathletik-Weltmeisterschaften im Marathon der Frauen.

## Erfolge
Als 16-Jährige gewann Gebreslase bei den Leichtathletik-Jugendweltmeisterschaften 2011 in Lille die Goldmedaille im 3000-Meter-Lauf der Mädchen. Bei den Leichtathletik-Afrikameisterschaften 2012 in Porto Novo, Benin, gewann sie die Bronzemedaille über 5000 Meter der Frauen.
2021 gewann Gebreslase bei ihrem Marathon-Debüt überraschend das Rennen der Frauen des Berlin-Marathons 2021 in einer Zeit von 2:20:09 h.
Bei den Leichtathletik-Weltmeisterschaften 2022 in Eugene wurde Gebreslase in 2:18:11 h Weltmeisterin im Marathon der Frauen.
2023 belegte sie bei großer Hitze bei den Weltmeisterschaften in Budapest den 2. Platz.

## Persönliche Bestleistungen (Auswahl)
- 10.000 Meter:	31:14,52 min, 29. Juni 2016 in Hengelo
- Halbmarathon: 1:08:19 h, 19. Januar 2020 in Houston
- Marathon: 2:18:11 h, 18. Juli 2022 bei den Leichtathletik-Weltmeisterschaften in Eugene